# Там, у нас
«Там, у нас» — радянський художній фільм 1990 року, знятий режисером Зазою Халваши на кіностудії «Грузія-фільм».

## Сюжет
Жителі маленького аджарського села живуть важко, бідно, у постійному страху перед зсувом. Часто, зібравши речі у вузли, вони залишають свої оселі і ховаються в безпечних місцях. Потім повертаються, працюють і ростять дітей…

## У ролях
- Ніно Коберідзе — бездітна дружина, мешканка аджарського села
- Нато Шенгелая — мешканка аджарського села
- Лалі Месхі — мешканка аджарського села
- Гогі Ахвледіані — житель аджарського села
- Бердія Інцкірвелі — житель аджарського села
- Гіві Чугуашвілі — шофер, жителька аджарського села, чоловік бездітної дружини
- Зураб Цинцкіладзе — Барата, житель аджарського села
- Зураб Стуруа — п'яниця, житель аджарського села
- Георгій Бартая — житель аджарського села
- Роланд Какаурідзе — житель аджарського села
- Сулхан Турманідзе — епізод
- Тамта Халваші — епізод
- Гванца Турманідзе — епізод
- Іраклій Палавандішвілі — епізод
- Цира Абзіанідзе — епізод
- Роман Берая — епізод
- Езулі Діасамідзе — епізод
- Костянтин Патарая — епізод
- Нуну Хінікадзе — епізод
- Мераб Чіковані — епізод

## Знімальна група
- Режисер — Заза Халваши
- Сценарист — Заза Халваши
- Оператор — Джимшер Крістесашвілі
- Композитор — Яків Бобохідзе
- Художник — Заза Джорбенадзе